# Бурцев, Ипполит Афанасьевич
Ипполит Афанасьевич Бурцев (1835, Зимёнки, Булатниковская волость, Муромский уезд — 10 [22] мая 1898, Муром, Владимирская губерния) — русский дворянин из рода Бурцовых, муромский уездный предводитель дворянства (1866—1872 и 1877—1898), действительный статский советник (1891).

## Биография
Родился в 1835 году в семье поручика Афанасия Павловича Бурцева (с 1845 по 1847 он был муромским уездным предводителем дворянства).
С 1854 года находился в службе и классном чине.
С 1866 по 1871 год два трёхлетних срока был избираем Муромским уездным предводителем дворянства, а с 1877 по 1898 год восемь трёхлетних сроков был на том же посту и скончался 10 мая 1898 года в Муроме. Был погребён в Муромском Спасо-Преображенском монастыре.

## Семья
- Жена — Мария Дмитриевна Волкова, дочь Дмитрия Павловича Волкова (1804- ?) и Авдотьи Яковлевны Тросницкой